# Edwin Aguilar
Edwin Enrique Aguilar Samaniego, mais conhecido como Edwin Aguilar (Cidade do Panamá, 7 de agosto de 1985), é um futebolista panamenho que atua como atacante. Atualmente, joga pelo Tauro.

## Carreira
Em agosto de 2008, Aguilar foi emprestado para o time ucraniano Karpaty Lviv por 6 meses pelo valor de 80 mil dólares. Após o empréstimo, o Tauro poderia vender Edwin por cerca de US$ 500.000. No entanto, ele acabou perdendo o voo para a Ucrânia e foi enviado de volta ao Panamá.

## Seleção Panamenha
Pela Seleção Panamenha de Futebol, Edwin participou do Campeonato Mundial de Futebol Sub-20 de 2005 e era um membro da equipe, mas não jogou, no Copa Ouro da CONCACAF de 2007. Aguilar também fez parte da equipe que ganhou a Copa das Nações UNCAF de 2009 em Honduras.

### Gols
Gols marcados por Edwin Aguilar atuando pela Seleção Panamenha de Futebol.
| #  | Data                  | Estádio                                                  | Adversário        | Gol | Resultado | Competição |
| -- | --------------------- | -------------------------------------------------------- | ----------------- | --- | --------- | ---------- |
| 1. | 31 de janeiro de 2007 | Estádio Rommel Fernández, Cidade do Panamá, Panamá       | Trinidad e Tobago | 2–1 | 2–1       | Amistoso   |
| 2. | 17 de janeiro de 2009 | Estádio Virgilio Tejeira, Penonomé, Panamá               | Dinamarca         | 1–0 | 1–0       | Amistoso   |
| 3. | 11 de agosto de 2010  | Estádio Rommel Fernández, Cidade do Panamá, Panamá       | Venezuela         | 3–1 | 3–1       | Amistoso   |
| 4. | 7 de setembro de 2010 | Estádio Rommel Fernández, Cidade do Panamá, Panamá       | Trinidad e Tobago | 1–0 | 3–0       | Amistoso   |
| 5. | 18 de dezembro 2010   | Estádio Olímpico Metropolitano, San Pedro Sula, Honduras | Honduras          | 1–1 | 1-2       | Amistoso   |
| 6. | 14 de janeiro de 2011 | Estádio Rommel Fernández, Cidade do Panamá, Panamá       | Belize            | 2–0 | 2–0       | Uncaf 2011 |
| 7. | 18 de janeiro de 2011 | Estádio Rommel Fernández, Cidade do Panamá, Panamá       | El Salvador       | 1–0 | 2–0       | Uncaf 2011 |

## Títulos

### Clubes
Tauro
- Campeonato Panamenho de Futebol: 2007 (Apertura)

### Individual
- Artilheiro do Campeonato Panamenho de Futebol: 2007 (Apertura), 2009 (Apertura)

### Seleção
- Copa das Nações UNCAF: 2009